# Ludovico Tersigni

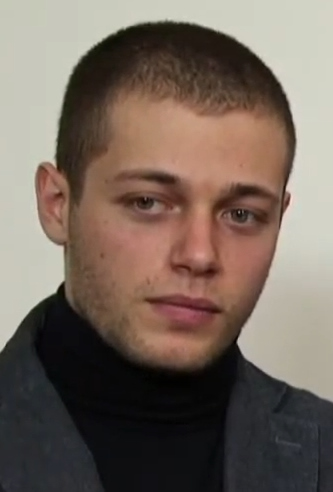
Ludovico Tersigni, 2017

Ludovico Tersigni (* 8. August 1995 in Rom) ist ein italienischer Schauspieler und Fernsehmoderator.

## Leben
2016 spielte Tersigni die Hauptrolle des Sam im Kinofilm Slam. Seinen Durchbruch hatte er als Alessandro Alba in der Netflix-Serie Drei Meter über dem Himmel an der Seite von Summer Bennati Rebecca Coco Edogamhe, in welcher auch ihre Schwester Alicia Ann Edogamhe die Blue spielt.
In 15. Staffel war Tersigni der Moderator der italienischen Castingshow X Factor und somit Nachfolger von Alessandro Cattelan.

## Filmografie (Auswahl)
- 2015–2018: Tutto può succedere (Fernsehserie)
- 2016: Slam
- 2016: Summertime (L’estate addosso)
- 2018–2022: Skam Italia (Fernsehserie, 42 Folgen)
- 2019: Oltre la soglia
- 2020–2022: Drei Meter über dem Himmel (Summertime, Fernsehserie, 3 Staffeln)

## Auszeichnungen und Preise (Auswahl)
- 2017: Guglielmo Biraghi Award als bester Nachwuchsdarsteller für seine Hauptrolle in Slam[5]